# Antigua Línea 6 (TUVISA)
La antigua línea 6 de TUVISA de Vitoria unía el barrio obrero de Zaramaga con el Polígono Industrial de Júndiz..

## Características
Esta línea conectaba al barrio de Zaramaga con el Polígono de Júndiz..
La línea dejó de estar en funcionamiento a finales de octubre de 2009, como todas las demás antiguas líneas de TUVISA, cuándo el mapa de transporte urbano en la ciudad fue modificado completamente.

### Frecuencias
| de lunes a viernes laborables                                                                      |
| 5:20, 5:55, 6:25, 21:20 desde Prado                                                                |
| 5:30, 6:30, 7:03, 7:30, 8:03, 13:30, 14:03, 14:33, 15:03, 15:33, 18:33, 19:03, 19:33, 20:03, 21:33 |
| laborables agosto                                                                                  |
| 6:33, 7:33, 13:30, 14:33, 15:33, 18:33, 19:33                                                      |

| de lunes a viernes laborables                                                                |
| 11:00, 22:00 desde Zurrupieta/Daewoo hasta Catedral                                          |
| 6:00, 7:00, 7:30, 8:00, 13:00, 13:30, 14:00, 14:30, 15:00, 15:30, 18:00, 18:30, 19:00, 19:30 |
| 6:10, 17:10 desde Zurrupieta/Daewoo                                                          |
| laborables agosto                                                                            |
| 7:00, 8:00, 13:00, 14:00, 15:00, 18:00, 19:00                                                |

## Recorrido
La Línea comenzaba su recorrido en la Calle Reyes de Navarra y enseguida giraba a la derecha por la Calle Fermín Lasuen, que le llevaría hasta Reyes Católicos, Simón de Anda y Basoa. Accedía a la Avenida de Gasteiz girando a la izquierda, por la que circulaba hasta girar a la derecha por Beato tomás de Zumárraga y Avenida de los Huetos. Después giraba a la izquierda por la Calle Zurrupitieta. Tras girar a la izquierda por una rotonda, accedía a la Calle Zuazobidea, y girando a la derecha a Aranguitxi. Un nuevo giro a la derecha le llevaba hasta la Calle Basaldea, la que abandonaba hacia la izquierda, de nuevo por Zurrupitieta. Tras girar a la derecha por Mendigorritxu, llegaba tras un nuevo giro a la derecha a la Calle Lermandabidea, donde se encontraba la parada de regulación horaria.
Tras retomar el recorrido y girar primero a la derecha por la Calle Júndiz y después a la izquierda por Zurrupitieta, pasaba de nuevo por las Calles Basaldea, Aranguitxi y Zuazobidea para volver a la Calle Zurrupitieta, que le llevaba hasta la Avenida de los Huetos y Beato Tomás de Zumárraga. Tras un breve paso por la Calle Pedro Asúa, giraba a la izquierda por Adriano VI, y Magdalena, llegando hasta la Calle Prado, Plaza de la Virgen Blanca, Mateo de Moraza y Olaguíbel. Giraba a la izquierda por Los Herrán, que abandonaba por Obispo de Ballester. Tras girar a la izquierda en una rotonda, entraba a la Calle Reyes de Navarra, donde tras realizar un cambio de sentido llegaba al punto inicial de la línea.

## Paradas
| KBHFa |

| HST |

| HST |

| HST |

| HST |

| STRo |

| HST |

| HST |

| HST |

| STRo |

| HST |

| HST |

| HST |

| HST |

| HST |

| BHF |

| HST |

| HST |

| HST |

| HST |

| HST |

| STRo |

| HST |

| HST |

| HST |

| STRo |

| HST |

| HST |

| HST |

| HST |

| HST |

| HST |

| KBHFe |

| KBHFa |

| HST |

| HST |

| HST |

| HST |

| STRo |

| HST |

| HST |

| HST |

| STRo |

| HST |

| HST |

| HST |

| HST |

| HST |

| BHF |

| HST |

| HST |

| HST |

| HST |

| HST |

| STRo |

| HST |

| HST |

| HST |

| STRo |

| HST |

| HST |

| HST |

| HST |

| HST |

| HST |

| KBHFe |

| KBHFa |

| HST |

| HST |

| HST |

| HST |

| STRo |

| HST |

| HST |

| HST |

| STRo |

| HST |

| HST |

| HST |

| HST |

| HST |

| BHF |

| HST |

| HST |

| HST |

| HST |

| HST |

| STRo |

| HST |

| HST |

| HST |

| STRo |

| HST |

| HST |

| HST |

| HST |

| HST |

| HST |

| KBHFe |

| KBHFa |

| HST |

| HST |

| HST |

| HST |

| STRo |

| HST |

| HST |

| HST |

| STRo |

| HST |

| HST |

| HST |

| HST |

| HST |

| BHF |

| HST |

| HST |

| HST |

| HST |

| HST |

| STRo |

| HST |

| HST |

| HST |

| STRo |

| HST |

| HST |

| HST |

| HST |

| HST |

| HST |

| KBHFe |